# Benedetto Veterani
Benedetto Veterani (Urbino, 18 ottobre 1703 – Roma, 12 agosto 1776) è stato un cardinale italiano.

## Biografia
Figlio del conte Antonio e di Lisabetta Boni, nacque da una nobile famiglia di Urbino il 18 ottobre 1703. Dopo gli studi iniziali, ottenne il dottorato in utroque iure all'Università di Urbino. Continuò poi gli studi a Roma al Collegio Piceno.
Nel frattempo iniziò a lavorare dapprima come segretario del capitolo della basilica vaticana, poi come aiutante di studio di un avvocato romano e di monsignore Saverio Giustiniani. Nel 1733 divenne uditore del cardinale Domenico Riviera e partecipò come conclavista al conclave del 1740. Da questo momento la sua carriera iniziò una rapida ascesa: agente a Roma della città di Fabriano (1741), canonico della basilica vaticana (1743), consultore della Congregazione dei Riti, referendario del tribunale della Segnatura (1755), assessore del tribunale dell'Inquisizione (1759).
Fu creato cardinale-diacono da papa Clemente XIII nel concistoro del 26 settembre 1766. Il 1º dicembre 1766 ottenne il titolo cardinalizio dei Santi Cosma e Damiano. Nell'aprile 1767 divenne prefetto della Congregazione dell'Indice. Fu abate commendatario di San Nicola a Ferrara, di San Sisto a Jesi e di San Pietro in Vincoli a Ravenna. Partecipò a due conclavi: quello del 1769, che portò all'elezione di papa Clemente XIV; e quello del 1774-1775, che portò all'elezione di papa Pio VI.
Morì a Roma il 12 agosto 1776. I suoi resti riposano nella chiesa di Santa Maria in Vallicella.